# Omodiidrocapsaicina
La omodiidrocapsaicina è un composto chimico presente, in diverse concentrazioni, in piante del genere Capsicum (ad esempio nel peperoncino piccante). 